# Nombre premier régulier
En mathématiques, un nombre premier {\displaystyle p>2} est dit régulier si une certaine propriété liée aux racines du polynôme {\displaystyle X^{p}-1} est vérifiée. Cette notion a été introduite par Ernst Kummer en 1847, en vue de démontrer le « dernier théorème de Fermat », dans un article intitulé « Beweis des Fermat'schen Satzes der Unmöglichkeit von {\displaystyle x^{\lambda }+y^{\lambda }=z^{\lambda }} für eine unendliche Anzahl Primzahlen {\displaystyle \lambda } ».

## Définitions
Un nombre premier impair p est dit régulier s'il ne divise pas le nombre de classes du corps cyclotomique {\displaystyle \mathbb {Q} (\zeta _{p})}, où {\displaystyle \zeta _{p}} est une racine primitive {\displaystyle p}-ième de l'unité.
Une manière de tester la régularité en pratique est donnée par le critère de Kummer : p est régulier si et seulement s'il ne divise le numérateur d'aucun des nombres de Bernoulli Bk, pour {\displaystyle k} prenant les valeurs paires entre {\displaystyle 2} et {\displaystyle p-3}.
Un nombre premier irrégulier est un nombre premier impair non régulier. Les nombres premiers irréguliers forment la suite A000928 de l'OEIS : 37, 59, 67, 101, etc., les réguliers formant la suite  A007703.

Il existe une infinité de nombres premiers irréguliers. Plus précisément, un théorème de Metsänkylä (fi) assure que pour tout sous-groupe propre {\displaystyle H} du groupe des unités de l'anneau ℤ/nℤ, il existe une infinité de nombres premiers irréguliers dont la classe modulo {\displaystyle n} n'appartient pas à {\displaystyle H}. 
En revanche, l'existence d'une infinité de nombres premiers réguliers reste une question ouverte.

## Travaux de Kummer
Le travail de Kummer permet précisément de montrer l'assertion suivante : si {\displaystyle p} est un nombre premier régulier, l'équation {\displaystyle x^{p}+y^{p}=z^{p}} n'a pas de solutions pour {\displaystyle x,\ y} et {\displaystyle z} entiers relatifs tous non divisibles par {\displaystyle p}. Le point central de l'argument, développé en termes modernes, est qu'une telle identité se factorise en :
dans le corps {\displaystyle \mathbb {Q} (\zeta _{p})}. Cette égalité peut alors être interprétée comme une égalité entre le produit des idéaux {\displaystyle (x+\zeta _{p}^{i}y)} et l'idéal ({\displaystyle z}) élevé à la puissance {\displaystyle p}. On peut montrer que les idéaux {\displaystyle (x+\zeta _{p}^{i}y)} sont premiers entre eux ; la théorie de la décomposition des idéaux premiers et celle des anneaux de Dedekind permettent d'assurer que chacun est la puissance {\displaystyle p}-ième d'un certain autre idéal {\displaystyle A_{i}} ; l'idéal {\displaystyle A_{i}^{p}} est principal, l'hypothèse que le nombre {\displaystyle p} est régulier — il n'est pas diviseur du nombre de classes de {\displaystyle \mathbb {Q} (\zeta _{p})} — montre alors que l'idéal {\displaystyle A_{i}} lui-même est principal, ce qui fournit une égalité de la forme {\displaystyle x+\zeta _{p}^{i}y=\varepsilon \alpha ^{p}}, pour une certaine unité {\displaystyle \varepsilon }. Quelques calculs permettent d'aboutir à une contradiction.